# Lanco
Lanco – miasto w Chile, w regionie Los Ríos, w prowincji Valdivia.